# Choum (boisson)
Pour les articles homonymes, voir Choum.
 (juillet 2021).
Le Choum est une liqueur fabriquée en Chine et en Asie du Sud-Est, distillée à partir de riz fermenté. Le Choum est souvent aromatisé avec des fleurs ou des extraits de fruits. Le Choum ou ruou (rượu) est également appelé Choum-choum au Viêt Nam. Comme le samau en Malaisie, le saké au Japon, le chao xing en Chine (vin jaune ou vin de riz chinois), les brisures de riz sont parfois utilisées pour remplacer une partie du malt lors du brassage. Au Viêt Nam, l'alcool est fabriqué à partir de riz gluant (nep) et fermenté dans des récipients au soleil. On dit que le Choum-choum est en partie médicinal et qu'il a ses origines en Chine. Les Vietnamiens prétendent qu'elle remonte à 2 000 ans avant notre ère. Elle était supposément utilisée pour soigner les affections bilieuses lorsque l'Indochine était encore sous domination occidentale. Le Choum contient des niveaux élevés de plantes aromatiques et digestives.
Vers 1900, les grandes usines utilisaient directement comme combustible les écorces laissées par le décorticage du riz. Le riz était notamment utilisé pour produire un produit distillé contenant environ 20 à 50 % d'alcool, qui jouissait d'une grande popularité en Indochine sous le nom de Choum-choum. C'était une boisson impure obtenue de manière très primitive par fermentation et distillation du nêp.